# Robert Alfano
Robert R. Alfano (* 5. Mai 1941 in New York City) ist ein US-amerikanischer Physiker, der sich insbesondere mit Lasern und deren Anwendung in der Medizin befasst sowie mit ultraschneller Laserspektroskopie.
Alfano studierte an der Fairleigh Dickinson University in New Jersey mit dem Bachelor-Abschluss 1963 und dem Master-Abschluss 1964 und war dann 1964 bis 1972 in den Forschungslaboratorien der Telekommunikationsgesellschaft GTE Corporation angestellt, wo er an Lasern forschte. 1972 wurde er an der New York University promoviert (über die Lebensdauer optischer Phononen).
Er wurde 1972 Assistant Professor, 1974 Associate Professor und 1978 Professor für Physik am City College of New York. Seit 1983 ist er dort Herbert Kayser Professor in der Fakultät für Elektrotechnik und seit 1987 Distinguished Professor of Science and Engineering in den Fakultäten für Elektrotechnik und Physik. Seit 1982 ist er Direktor des Institute for Ultrafast Spectroscopy and Lasers, das er mit gründete.
Er befasst sich unter anderem mit Laserentwicklung, ultraschneller Spektroskopie (mit Pico- und Femtosekundenpulsen), biomedizinischen Bildgebungsverfahren (wie optische Mammographie und Tomographie), optischer Physik, Lichtausbreitung in ungeordneten Medien (wie der Mehrzahl biologischer Gewebe), mit Halbleitern, Nanotechnik, kohärenter Rückstreuung und dem Lasereinsatz in der Medizin (zum Beispiel optische Biopsie für Krebsdiagnose mit verschiedenen spektroskopischen Techniken) und Biologie.
Alfano war ab Anfang der 1970er Jahre ein Pionier in Superkontinuum Laserlichtquellen mit optisch nichtlinearen Materialien. Er entwickelte für Anwendungen in der Medizin den White Light Supercontinuum Laser und er entwickelte durchstimmbare Festkörperlaser mit Chrom als aktivem Medium (Chrom-Laser), die unter dem Namen Fosterit, Emerald und Cunyite vermarktet wurden.
In der optischen Biopsie war seine Gruppe 1984 die erste, die Krebsdiagnostik mit Fluoreszenzspektroskopie ohne Einsatz von gewebefremden Farbstoffen  durchführte und 1991 die erste, die Raman-Spektroskopie für Brustkrebsdiagnose einsetzte. 1981 entwickelte er ein Fluoreszenzspektroskopie-Verfahren Hohlräume in Zähnen zu finden.
Er veröffentlichte über 700 wissenschaftliche Arbeiten und hält über 100 Patente (Stand 2009). Am City College of New York hatte er über 50 Doktoranden (Stand 2009).
2008 erhielt er den Charles Hard Townes Award und 2013 den Arthur-L.-Schawlow-Preis für Laserphysik. Er ist Fellow der Optical Society of America, des IEEE und der American Physical Society. 1975 war er Sloan Research Fellow.